# Ficus balete
Ficus balete är en mullbärsväxtart som beskrevs av Elmer Drew Merrill. Ficus balete ingår i släktet fikonsläktet, och familjen mullbärsväxter. Inga underarter finns listade i Catalogue of Life.